# Dalmacio Langarica
Dalmacio Langarica Lizasoain (* 5. Dezember 1919 in Ochandiano, Provinz Bizkaia; † 24. Januar 1985 in Basauri, Provinz Bizkaia) war ein spanischer Radrennfahrer.

## Karriere
Sein größter Erfolg war der Gewinn des Gesamtklassements der Spanienrundfahrt 1946 inklusive fünf Etappensiegen. 1948 wurde er bei der Spanienrundfahrt Gesamtvierter und konnte drei Etappensiege feiern. 1945 siegte er im GP Viscaya. 1946 gewann er das Eintagesrennen um den Gran Premio Pascuas. Seine Profikarriere dauerte von 1943 bis 1955.
Nach Beendigung seiner Profilaufbahn blieb er dem Radsport treu und arbeitete als Sportlicher Leiter bei verschiedenen Mannschaften.

## Wichtigste Erfolge
1944
- Gewinner Subida al Naranco

1945
- Spanischer Meister im Bergrennen

1946
- Gesamtwertung und fünf Etappen Vuelta a España
- Spanischer Meister im Bergrennen
- Gewinner Klasika Primavera

1948
- drei Etappen Vuelta a España